# San Felice del Molise
San Felice del Molise (moliseslawisch Filič) ist eine italienische Gemeinde mit 544 Einwohnern (Stand 31. Dezember 2023) in der Provinz Campobasso der Region Molise.
San Felice del Molise ist zusammen mit Acquaviva Collecroce und Montemitro eine der drei Gemeinden, in denen Moliseslawisch gesprochen wird.